# Neal Blewett

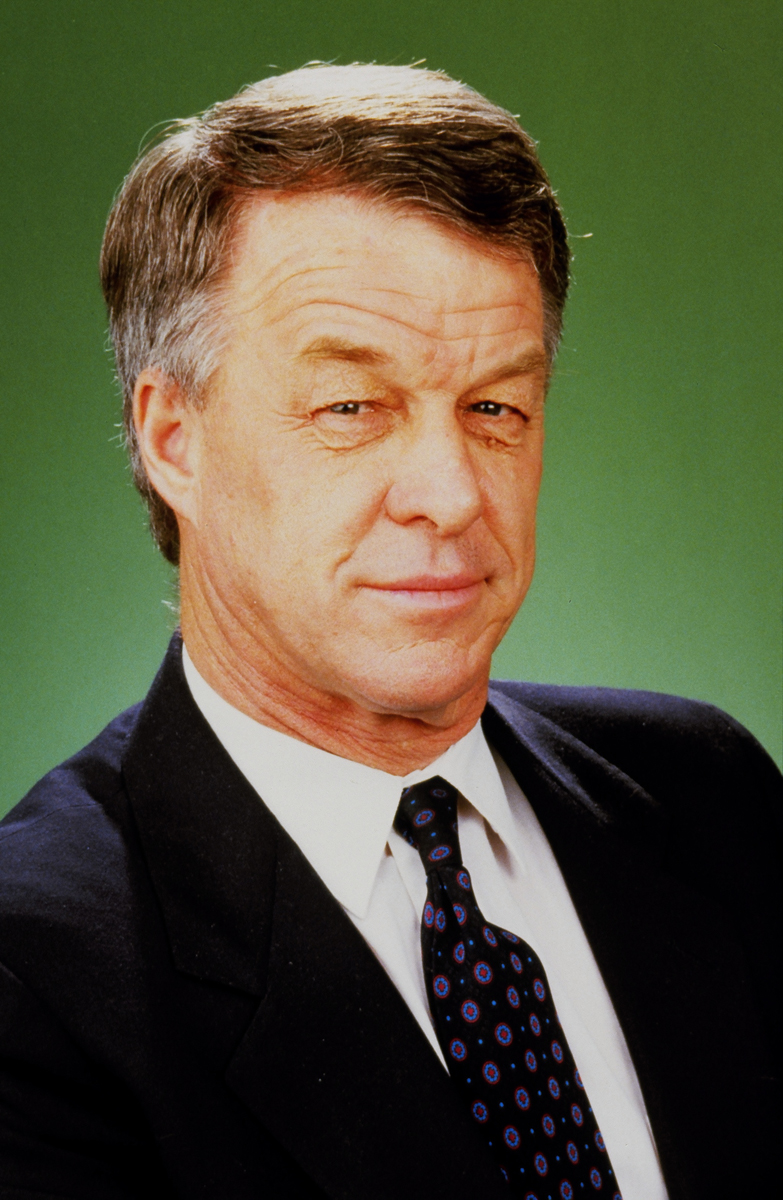
Neal Blewett

Neal Blewett (* 24. Oktober 1933 in Launceston, Tasmanien) ist ein australischer Politiker der Australian Labor Party.

## Leben
Blewett studierte Politikwissenschaften an der University of Tasmania und am Jesus College in Oxford. 1974 wurde er Hochschullehrer für Politikwissenschaften an der Flinders University in South Australia, wo er bis zu seinem Einzug in das australische Parlament tätig war. 1977/78 amtierte er als Präsident der Australian Political Studies Association. Vom 10. Dezember 1977 bis 11. Februar 1994 war Blewett Abgeordneter im australischen Repräsentantenhaus. Unter dem sozialdemokratischen Premierminister Bob Hawke wurde Blewett Gesundheitsminister von Australien. 1990 wurde Blewett Handelsminister von Australien.
Von 1991 bis 1993 war Blewett Minister für Soziales. Von 1994 nach seinem Ausscheiden aus dem Parlament bis 1998 war Blewett australischer Hochkommissar im Vereinigten Königreich. Nach seiner Rückkehr aus dem Vereinigten Königreich wurde er 1998 Präsident des australischen Institutes für internationale Beziehungen.
Von 1962 bis 1988 war er mit Jill Blewett. Seit 1989 ist er mit Robert Brain zusammen.

## Werke (Auswahl)
- 1999: A Cabinet Diary: A Personal Record of the First Keating Government 1991–93

## Auszeichnungen und Preise (Auswahl)
- Ehrendoktor der University of Tasmania,
- Ehrendoktor der University of Hull
- Ehrendoktor der Australian National University
- Companion des Order of Australia